# Jiří Liška
Jiří Liška (Olomouc, 13 marzo 1982) è un allenatore di calcio ed ex calciatore ceco, di ruolo difensore.

## Palmarès

### Club

#### Competizioni nazionali
- Campionato ceco: 1

Slovan Liberec: 2011-2012